# Héctor Ayala
Pour les articles homonymes, voir Ayala.
 (février 2020).
Héctor Ayala (11 avril 1914, 12 mars 1990) est un guitariste et compositeur argentin.

## Biographie
Héctor Ayala est né à Concordia dans la province d'Entre Ríos. Il commence sa carrière comme guitariste à Buenos Aires et fait ses débuts en 1936 en accompagnant des chanteurs de tango et de folk. Il rejoint plus tard la formation "Escuadrones de Guitarra" constituée de 12 à 15 guitaristes, rassemblés et dirigés par Abel Fleury. Dans les années 1950, il était présent à la radio à Buenos Aires et était un membre du quatuor de tango dirigé par Aníbal Troilo.
Héctor Ayala a de plus composé un certain nombre de pièces pour guitare, dont des morceaux inspirés par la musique issue autant d'Argentine que d'autres pays d'Amérique latine ; ses œuvres les plus célèbres étant ceux de la Serie Americana. Il a par ailleurs écrit une série de méthodes d'apprentissage pour l'enseignement de la guitare.
Il est mort à Buenos Aires en 1990.
Héctor Ayala était le père de Héctor Ayala Jrs., qui a formé avec Eduardo Fazio le groupe Vivencia (rock) des années 1970 au milieu des années 1980.